# Polikarpov I-1
Il Polikarpov I-1 (in caratteri cirillici Поликарпов И-1) fu un aereo da caccia monomotore monoposto e monoplano ad ala bassa progettato da Nikolaj Nikolaevič Polikarpov e sviluppato in Unione Sovietica nei primi anni venti.
Primo velivolo dalla velatura monoplana realizzato in URSS, dopo una prima e travagliata fase di sviluppo, durante la quale il prototipo IL-400 venne perso per incidente, fu avviato alla produzione in piccola serie ma non venne mai impiegato operativamente dalla Sovetskie Voenno-vozdušnye sily (VVS), l'aeronautica militare sovietica.

## Storia del progetto
Dopo che la rivoluzione d'ottobre aveva mutato gli equilibri interni nella Russia postimperiale e che l'industria bellica aveva lentamente iniziato la sua rinascita strutturale nella nuova realtà nazionale, Polikarpov, che già aveva lavorato per l'azienda aeronautica Dux, venne nominato responsabile di un nuovo ufficio di progettazione (OKB) basato negli stabilimenti Dux di Chodynka, nei dintorni di Mosca, ridesignati secondo i nuovi criteri comunisti GAZ-1. Nel gennaio 1923, in collaborazione con Yu.G. Mouzalevskij, A.A. Savinykh, V.A. Tisov e V.D. Yarovitsky, avviò lo sviluppo di un nuovo modello di caccia dall'impostazione avveniristica, un velivolo monoplano con struttura lignea rivestita di pannelli di compensato e tela, sfruttando il potente motore 12 cilindri a V M-5, copia non autorizzata dello statunitense Liberty L-12.
Il modello ebbe uno sviluppo travagliato a causa della frequente riorganizzazione del processo produttivo all'interno della struttura con la conseguente riassegnazione degli incarichi direttivi tra il gruppo di lavoro; comunque ne venne avviata la costruzione di un prototipo indicato inizialmente come IL-400, I da Istrebitel', caccia, L per l'affinità con il motore L-12 e 400 per la potenza espressa dal propulsore.

## Utilizzatori
Unione Sovietica
- Voenno-vozdušnye sily